# Sintitikes
Sintitikes, auch Sinti oder Sinti-Romani genannt, ist eine Varietät des Romani und Sprache der Sinti. Im Laufe der Jahrhunderte hat Sintitikes viele Elemente seiner mittel- und osteuropäischen Kontaktsprachen angenommen. Es lässt sich in mehrere Dialekte einteilen.

## Bezeichnung
Sinti nennen ihre Sprache ròmanes, was sich auch allgemein auf die Sprache der Roma beziehen kann, sìnto oder sintitìkes.
Seit den 1990er-Jahren bezeichnet die Linguistik die Sprache der Sinti meist als Sintitikes, was der Eigenbezeichnung durch Angehörige dieses Volkes in oder aus Österreich und Osteuropa, wie Serbien, Kroatien und Slowenien, aber auch Rumänien entspricht, die in diesem Raum eine Minderheit neben anderen Roma bilden. Angesichts der deutlichen Grenzziehung von Sinti gegenüber anderen Gruppen der Roma kann dies der schärferen Abgrenzung dienen.
Alternative Bezeichnungen zu sintitìkes sind Sintèngeri/o Ràkipen oder das nur selten auftretende Sintìkanes (siehe auch das unter Sinti verbreitete Gàdžkanes für ‚Deutsch‘ (eigentlich: Sprache der gadže ,Nichtroma, Bauer‘)). Üblich ist es auch, in Abgrenzung zu Nichtsinti einfach von mâro Ràkipen (,unsere Sprache‘) zu sprechen.
In der sprachwissenschaftlichen Literatur hat es sich eingebürgert, für die Sprache der Roma abweichend vom Sprachgebrauch der Sinti allgemein die adjektivische Form Romani zu verwenden, während dort für die Varietät der Sinti seit den 1990er-Jahren sintitikes aufgenommen ist, aber auch andere Bezeichnungen wie Sinti-Romanes, Sinti-Romani, Sinte-Romani und – im Englischen – einfach die Kurzform (in) Sinti gebräuchlich sind.

## Sprachpolitik
Gegen die Erforschung und Weitergabe ihrer Sprache durch und an Nichtsinti erheben viele Angehörige der Minderheit Einwände, denn anders als bei anderen Romagruppen ist jede Kommunikation mit Nichtsinti über ihre Sprache bei traditionalistischen Sinti tabuisiert. Dieses Tabu kann auch das Aussprechen des Gruppennamens oder des Sprachnamens einschließen, sodass man sich in der Kommunikation mit der Mehrheitsbevölkerung als Zigeuner bezeichnet, der die Zigeunersprache spricht.
Dies gilt als Schutz. Ein wesentliches Distanzmotiv ist der Missbrauch von Sprachkenntnissen bei der Erfassung, Verfolgung und Vernichtung im Nationalsozialismus, aber auch in der älteren Verfolgungsgeschichte.
Aus dem Sprachtabu ergeben sich Schwierigkeiten bei der Umsetzung der Europäischen Sprachencharta. Nur Sintilehrern soll nach Auffassung der Interessenvertretungen der Sinti ein Unterricht in der Primärsprache der Sinti gestattet sein.

## Struktur
Da es einige größere Unterschiede und keine einheitliche standardsprachliche Grammatik oder Aussprache gibt, wird sich im Folgenden vorrangig an einer etymologisch orientierten Orthographie und konservativer Grammatik bedient.
Ein umfassendes Lehrbuch eines Linguisten ist das Lehrbuch des Dialekts der deutschen Zigeuner (1903) von Franz Nikolaus Finck, das über eine Grammatik mit Lautlehre, ein Wörterbuch und kurze Texte als Sprachproben verfügt. Weil dessen Urheberrecht abgelaufen ist, ist es frei verfügbar, siehe Literatur unten.

### Aussprache
Im Romanes existiert keine einheitliche Rechtschreibung. Hier:
Zirkumflex (^): Langer Vokal.
- c wie z /t͡s/
- č wie tsch /t͡ʃ/
- čh gesprochen wie /č/, wegen Etymologie eigenes Phonem
- dž wie dsch /d͡ʒ/
- š wie sch /ʃ/
- x wie der Ach-Laut /x/
- y wie /j/ [j], entstanden aus Kontraktion n/l + j

### Grammatik
Numeri: Singular und Plural
Genera: Maskulinum und Femininum
Kasus: Primäre Kasus sind Rektus (= Nominativ), Obliquus (und Vokativ).
Der Obliquus dient als Akkusativ. Seine Endung ist maskulin meist -es, feminin meist -a oder -ja, im Plural meist -en oder -jen.
Durch Anhängen von Endungen an den Obliquus werden weitere Fälle gebildet:
- mit -ke der Dativ, der alleinstehend wie der lateinische Dativus Commodi übersetzt werden kann.
- mit -te der Lokativ[8]
- mit -tar der Ablativ.
- mit -sa der Instrumental-Soziativ1 (Achtung: [h < s]. Čhâvessa > Čhâvêha).
- mit -kero/i der Genitiv (Wie ein Adjektiv).

Dieses Kasussystem ähnelt stark dem indoarischer Sprachen, insbesondere dem des Gujarati (das allerdings auch ein Neutrum hat).
Der Vokativ (Plural) wird nur noch selten verwendet (Phrâla!, Čhâja!, Džuvjâle!).
|            | Sg. m.  | Sg. f.  | Pl. m.   | Pl. f.   |
| ---------- | ------- | ------- | -------- | -------- |
| Rek        | Raklo   | Rakli   | Rakle    | Rakya    |
| Obl        | Rakles  | Rakya   | Raklen   | Rakyen   |
| Obl. Inst. | Raklêha | Rakyâha | Raklensa | Rakyensa |

### Einflüsse durch Kontaktsprachen
In den Abweichungen des Sintitikes zu anderen Romanes-Varianten spiegelt sich die lange und starke Prägung durch die Umgebungssprache, also vor allem durch das Deutsche. Hierzu gehören:
- Die allmähliche Verdrängung des Erbwortschatzes durch Lehngut, z. B. bei Erbwörtern für wichtige Verwandtschaftsbezeichnungen, soweit sie die angeheiratete Familie betreffen (švîgasôno, švîgatoxtra). Im Romanes anderer Gruppen werden nur Lücken im Lexikon durch Übernahme aus der Kontaktsprache gefüllt.
- Das Futur ist unter dem Einfluss der deutschen Umgangssprache weitgehend verschwunden. Es wird wie dort das Präsens eingesetzt.
- Es werden Präfixverba übernommen oder mit den eigenen Formen kombiniert (Mê džaua hin ‚ich gehe hin’).
- Während feminine Erbwörter die Endung -i/-j aufweisen (Romni ‚Frau’, Čhâj ,Sinti-Mädchen’, Rakli ‚Nichtsinti-Mädchen’), lautet die Endung bei femininen Lehnwörtern -a (Blûma ‚Blume’, Bêrga ‚Berg’). Das spricht für ein jüngeres Alter auch der Ethnonyme Sintica bzw. Sinto.